# Tanystylum bigibbosum
Tanystylum bigibbosum là một loài nhện biển trong họ Ammotheidae. Loài này thuộc chi Tanystylum. Tanystylum bigibbosum được miêu tả khoa học năm 1966 bởi Fage & Stock.